# 海梅·德·马里查拉尔
特哈達勳爵唐·海梅·德·马里查拉尔-萨恩斯·德·特哈达（Don Jaime de Marichalar y Sáenz de Tejada, Lord of Tejada，1963年4月7日—）是西班牙国王胡安·卡洛斯和王后索菲亚的长女卢戈女公爵艾莲娜的前夫。

## 个人生活
海梅生在一个纳瓦拉巴斯克人卡洛斯主义者的贵族家庭，父亲是 ，第八代  伯爵（1912年5月13日于马德里 - 1979年12月26日于马德里），母亲是 （1929年1月3日于洛格罗尼奥 - 2014年3月13日于马德里），父母结婚于1957年7月25日于拉里奥哈。海梅是五儿一女中的老三。
他在布尔戈斯的耶稣会学校，马德里的  和都柏林的  上的学。
他的高等教育是经济学方面的，专业是业务管理和营销，尽管他没有拿到学位。1986年，他在巴黎不同的金融公司里实习，在那里他度过了单身生活和新婚时光。
在国际金融市场领域工作一些年之后，在1998年1月，他被任命为位于马德里的瑞士信贷第一波士顿管理经理资深顾问。他亦是  的一名顾问。他曾是  基金会的会长，其基金会推进许多文化活动。2008年11月21日，他不再担任  基金会（原  基金会）会长。
自1995年起，他是塞维利亚王室骑兵武装队（Real Maestranza de Caballería de Sevilla，1670年成立的一个贵族同业会）的一员。
在2001年，他遭受了卒中，并基本退出了公共生活。他在2010年离婚后正式离开了西班牙王室家族。

## 婚姻与子女
在1987年，海梅·德·马里查拉尔遇到了他未来的妻子，西班牙艾莲娜王女。艾莲娜彼时正在巴黎学习法国文学，而海梅正在巴黎工作。
1995年3月18日，他们在塞维利亚主教座堂结婚了。夫妻有了两个孩子：费利佩，1998年7月17日生於馬德里魯貝爾國際醫院和维多利亚，2000年9月9日生於馬德里魯貝爾國際醫院。他们起初住在巴黎，自1998年后住在马德里的  区。
2007年9月13日宣布了他和他的妻子分居。 在2009年，西班牙媒体宣布了海梅和艾莲娜将立即离婚，虽然关于此事的流言在一年前就传开了。他们的离婚文书签字于2009年11月25日。夫妇在2009年12月离婚。 2010年1月21日该离婚登记在了西班牙王室家族民事登记处。2010年2月9日正式宣布，海梅离婚后不再能使用他前妻的公爵头衔和  及  的称号，而且他不再被视为是西班牙王室家族的正式成员。

## 头衔，荣誉与纹章

### 头衔
- 1963年4月7日 – 1995年3月18日：
- 1995年3月18日 – 2010年1月21日：
- 2010年1月21日 – 今：

### 荣誉

#### 国家荣誉
- 特哈达土地（西班牙语：Solar de Tejada）骑士[13]
- 塞维利亚王室骑兵武装队（西班牙语：Real Maestranza de Caballería de Sevilla）骑士 (1995)[14]

#### 外国荣誉
- 奥地利：奥地利共和国服务荣誉勋章（英语：Decoration of Honour for Services to the Republic of Austria）大十字[15][16]
- 義大利：意大利共和国功绩勋章大十字[17]
- 约旦：独立勋章（英语：Order of Independence (Jordan)）骑士大绶带[18]
- 盧森堡：栎树王冠勋章骑士大十字[19]
- 瑞典：国王卡尔十六世·古斯塔夫50岁生日纪念章（英语：Royal Jubilee Commemorative Medals）接受者[20][21]